# Hannibal-richtlijn

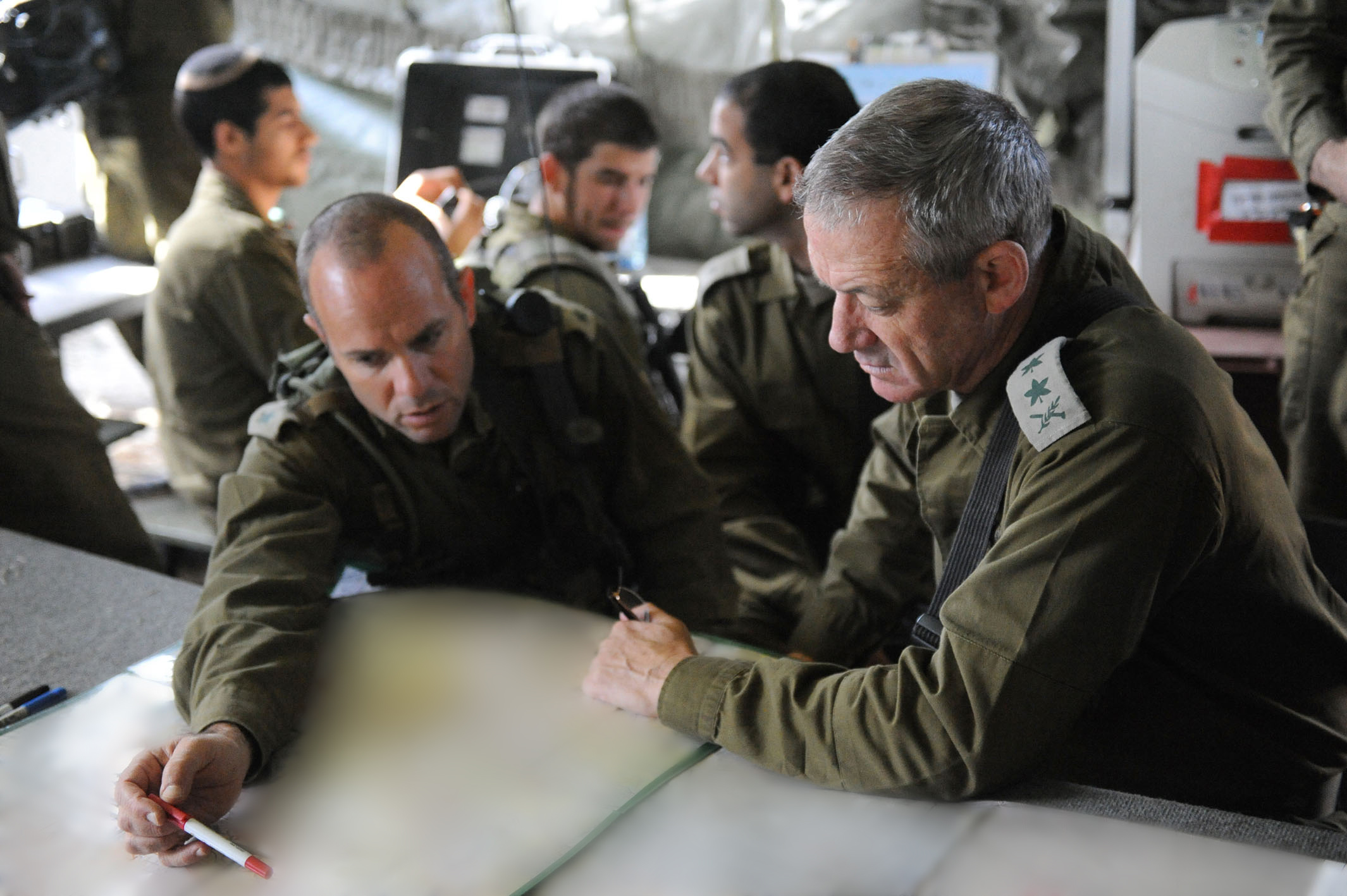
IDF-stafchef Benny Gantz (rechts) tijdens een trainingsoefening in een ontvoeringsscenario.

De Hannibal-richtlijn (Hebreeuws: נוהל חניבעל; ook wel Hannibal-procedure of Hannibal-protocol genoemd) is een omstreden procedure die wordt of werd gebruikt door het Israëlisch defensieleger (IDF), en erop neerkwam dat voorkomen moest worden dat Israëlische soldaten gevangen werden genomen door vijandelijke strijders of troepen - ook wanneer dit diezelfde soldaten zou schaden.  
De regel werd ingevoerd in 1986, na een aantal ontvoeringen van IDF-soldaten in Libanon en daaropvolgende, controversiële gevangenenuitwisselingen. De volledige tekst van de richtlijn werd niet gepubliceerd en tot 2003 verbood de Israëlische militaire censuur elke bespreking van het onderwerp in de pers. De richtlijn zou in 2003 al niet meer van kracht zijn geweest, en is verschillende keren gewijzigd. 
Mogelijk hebben soms twee versies van de Hannibal-richtlijn tegelijkertijd bestaan: een geschreven versie, alleen toegankelijk voor het hogere echelon van de IDF, en een "mondelinge" versie voor divisiecommandanten en lagere niveaus. In de laatste versie werd "met alle middelen" vaak letterlijk geïnterpreteerd, zoals in "een IDF-soldaat was 'beter dood dan ontvoerd'". In 2011 verklaarde toenmalig IDF-stafchef Benny Gantz dat de richtlijn het doden van IDF-soldaten om ontvoering te voorkomen niet toestaat.
Van de elf Israëli's die betrokken waren bij de zeven gerapporteerde Hannibal-incidenten, overleefde slechts één soldaat (Gilad Shalit). In zijn geval kwam het inroepen van de Hannibal-richtlijn te laat om enige invloed te hebben op de loop van de gebeurtenissen. Officieel is slechts één geval bevestigd waarin Israëlische strijdkrachten direct verantwoordelijk waren voor de dood van een Israëliër, die in 2009 probeerde Gaza binnen te dringen.
Tijdens het Conflict in de Gazastrook 2014, met Operation Protective Edge, voerde het Israëlische leger het 'Hannibal Protocol' uit bij aanvallen op scholen en ziekenhuizen.. 
In 2016 werd het vervangen door een nieuwe richtlijn met onbekende inhoud. Op een gegeven moment luidde de formulering dat "ontvoeringen met alle middelen moeten worden gestopt, zelfs ten koste van onze eigen strijdkrachten."
Ook bij de aanval van Hamas op 7 oktober 2023 werd het Hannibal Protocol toegepast door het Israëlische leger. Dit resulteerde in Israëlische (burger)slachtoffers, gedood door het Israëlische leger. 
'Hannibal' is volgens het Israëlische leger een toevallige, door een computerprogramma gekozen naam. Toch zou de Carthaagse generaal Hannibal de voorkeur hebben gegeven aan zelfmoord door vergif boven gevangen genomen te worden door zijn Romeinse vijanden.